# Jacob Hansens Hus
Jacob Hansens Hus er et af de få levn fra den danske tid i Helsingborg i Skåne. 
Huset blev opført i 1641, og er i dag byens ældste profane hus. 
Huset ligger på Norra Storgatan midt i Helsingborg, og fungerer i dag som fest- og konferencelokaler.